# Larissa Franklin
Larissa Franklin (* 26. März 1993 in Maple Ridge, British Columbia) ist eine kanadische Softballspielerin.

## Leben
Franklin spielte für die Mannschaft Western Kentucky Lady Toppers und für die Mannschaft GoMastodons. Sie nahm an den Panamerikanischen Spielen 2019 in Lima, Peru, teil.
Franklin nahm 2020 als Mitglied der kanadischen Frauennationalmannschaft im Softball an den Olympischen Spielen teil. Bei den Olympischen Sommerspielen 2020 in Tokio gewann sie mit der US-amerikanischen Frauennationalmannschaft im Softball die Bronzemedaille.